# Atlanta United FC
Atlanta United FC este un club de fotbal profesionist din Atlanta, Statele Unite. Clubul a fost fondat în 2014 și a început să evolueze în Major League Soccer (MLS) din 2017 fiind membru al Conferinței de Est. Clubul, despre care liga a anunțat încă 16 aprilie 2014, este deținut de co-fondatorul Home Depot și proprietarul celor de la Atlanta Falcons Arthur Blank. Echipa a jucat pe Bobby Dodd Stadium, iar mai târziu s-a mutat pe Mercedes-Benz Stadium, care a fost construit și a fost finalizat spre mijlocul anului 2017.

## Istoria
Fiind cea mai mare zona metropolitană fără o franciză MLS, AMB Group, deținut de proprietarul Atlanta Falcons, Arthur Blank a depus o ofertă în 2008, pentru o franciză de extindere a ligii,, dar și-a retras oferta la începutul anului 2009, din cauza imposibilității de a construi un stadion. În pofida retragerii ofertei, Dan Courtemanche, vicepreședintele executiv al MLS, a declarat la 10 iulie că au continuat să existe discuții cu Blank în ceea ce privește potențialul din Atlanta ca piață de expansiune.

În luna mai 2012, în timp ce propunerea pentru noul stadion al celor de la Falcons trecea prin procesul de aprobare, președintele MLS Don Garber, a anunțat că Atlanta este una dintre cele 3 piețe interesante pentru o viitoare extindere a ligii. În plus, atunci când Blank a prezentat planurile pentru un nou stadion la reuniunea anuala a celor de la Falcons cu deținătorii de abonamente, el a declarat că un avantaj suplimentar al stadionului este că s-ar putea înființa o franciză Major League Soccer franciza si să găzduiască meciuri de la Cupa Mondială.
În cele din urmă, la 16 aprilie 2014, Blank a anunțat că MLS a acordat o franciză de extindere grupului său pentru a fi inclusă în sezonul 2017. Atlanta a devenit a doua franciză acordată în sud-estul Statelor Unite, în cinci luni, după anunțul celor de la Orlando City SC, la sfârșitul anului 2013. Sud-estul nu a avut nicio echipă în MLS, deoarece cluburile Miami Fusion și Tampa Bay Mutiny au fost dizolvate în 2001.

## Stadion
United a început să joace în 2017 pe stadionul cu acoperiș retractabil care a fost construit pentru Falcons în centrul orașului Atlanta. Stadionul are o capacitate de 71.000 de locuri, dar poate fi redus la 29.322 pentru meciurile de fotbal. Tribunele Sunt retractabile pentru a avea un teren mai mare și pentru a permite o mai bună vizionare, în timp ce cortinele urmează să fie folosite pentru a închide secțiunea superioară. În ianuarie 2016 s-a anunțat că deschiderea stadionului a fost amânată cu trei luni până în iunie 2017. La 6 ianuarie 2017, clubul a anunțat că primul lor meci de pe Mercedes-Benz Stadium este programat pentru 30 iulie 2017.

## Lotul actual
La 2 iulie 2024. 
| Nr. |                            | Poziție | Jucător                                    |
| --- | -------------------------- | ------- | ------------------------------------------ |
| 1   | Statele Unite ale Americii | P       | Brad Guzan (căpitan)                       |
| 2   | Venezuela                  | F       | Ronald Hernández                           |
| 3   | Republica Irlanda          | F       | Derrick Williams                           |
| 4   | Peru                       | F       | Luis Abram                                 |
| 5   | Norvegia                   | F       | Stian Rode Gregersen                       |
| 6   | Polonia                    | M       | Bartosz Slisz                              |
| 8   | Franța                     | M       | Tristan Muyumba                            |
| 9   | Georgia                    | A       | Saba Lobzhanidze                           |
| 10  | Argentina                  | M       | Thiago Almada                              |
| 11  | Statele Unite ale Americii | F       | Brooks Lennon                              |
| 13  | Statele Unite ale Americii | M       | Dax McCarty                                |
| 16  | Portugalia                 | A       | Xande Silva                                |
| 19  | Mexic                      | A       | Daniel Ríos (împrumutat de la Guadalajara) |
| 20  | Columbia                   | M       | Edwin Mosquera                             |

| Nr. |                            | Poziție | Jucător          |
| --- | -------------------------- | ------- | ---------------- |
| 21  | Bolivia                    | F       | Efrain Morales   |
| 22  | Statele Unite ale Americii | P       | Josh Cohen       |
| 23  | Statele Unite ale Americii | M       | Adyn Torres      |
| 24  | Statele Unite ale Americii | F       | Noah Cobb        |
| 25  | Statele Unite ale Americii | M       | Luke Brennan     |
| 26  | Statele Unite ale Americii | F       | Caleb Wiley      |
| 28  | Statele Unite ale Americii | A       | Tyler Wolff      |
| 29  | Senegal                    | A       | Jamal Thiaré     |
| 30  | Brazilia                   | M       | Nicolas Firmino  |
| 31  | Statele Unite ale Americii | P       | Quentin Westberg |
| 35  | Trinidad și Tobago         | M       | Ajani Fortune    |
| 47  | Statele Unite ale Americii | F       | Matt Edwards     |
|     | Portugalia                 | F       | Pedro Amador     |